# IC 5269
IC 5269 ist eine Linsenförmige Galaxie vom Hubble-Typ SB0 im Sternbild Piscis Austrinus am Südsternhimmel. Sie ist schätzungsweise 88 Millionen Lichtjahre von der Milchstraße entfernt und hat einen Durchmesser von etwa 45.000 Lichtjahren.
Im selben Himmelsareal befinden sich u. a. die Galaxien IC 1459, IC 5264, IC 5270.
Das Objekt wurde am 10. September 1896 von Lewis Swift entdeckt.